# Slope Point

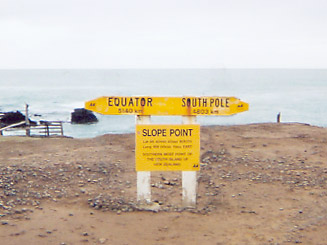
Símbolo da AA en Slope Point.

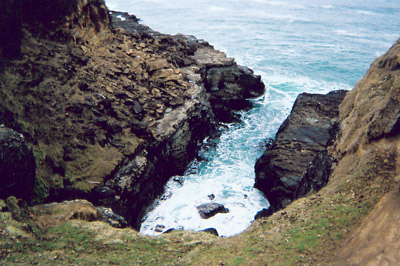
Vista de mar da área de Slope Point.

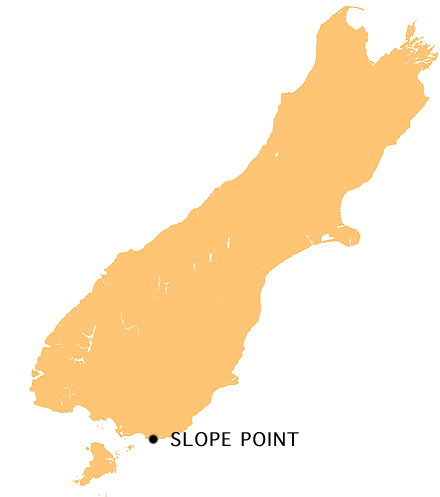
Localização de Slope Point

Slope Point é o ponto mais meridional da Ilha Sul da Nova Zelândia. Slope Point é próximo de Waikawa e de Haldane, the Catlins e da Baía Toetoes, a cerca de 70 km a este de Invercargill.
A área junto a Slope Point é usada para pecuária, sem que haja casas próximas. As falésias erodidas caem a pique até ao mar. Um símbolo da AA (Associação de Automobilistas da Nova Zelândia) mostra a distância à linha do Equador e ao Polo Sul, existindo também um pequeno farol alimentado com energia solar.